# TER Hauts-de-France
TER Hauts-de-France è la rete di trasporto espresso regionale della regione Hauts-de-France (Alta Francia). È stata fondata il 28 agosto 2017, quando le due reti di trasporto espresso regionale specifiche delle ex regioni, Picardia e Nord-Passo di Calais si sono fuse insieme alle omonime regioni.

## Storia

### Fusione delle reti TER
La legge del 16 gennaio 2015 ridefinisce l'unione delle regioni. Le regioni Nord-Pas-de-Calais e Picardia si uniscono il 1° gennaio 2016 per formare la regione Hauts-de-France.
Il Trasporto espresso regionale, essendo curato dal consiglio regionale attraverso Hauts-de-France Mobilités, impone una ridefinizione delle reti TER. La nuova regione si riprende la convenzione firmata tra SNCF e le due regioni precedenti. Inoltre, prima della fusione, la SNCF aveva deciso di nominare un solo amministratore per le due regioni Nord-Pas-de-Calais e Piccardia 
Tra il 1º gennaio 2016 e il 27 agosto 2017 viene istituito un periodo di transizione, in cui TER Nord-Pas-de-Calais e il TER Picardie continuano a coesistere e mantenere i loro perimetri all'interno della nuova regione, ma dal 28 agosto 2017, TER Hauts-de-France ha sostituito le due reti precedenti .

### Dopo la fusione
Dal 1º gennaio 2019 gli "Intercités" che assicurano i collegamenti Parigi  – Amiens  – Boulogne-sur-Mer e Parigi – Saint-Quentin  – Maubeuge/Cambrai sono integrati nella rete TER Hauts-de-France, con una copertura economica parziale da parte dello Stato, pari a un importo annuo di 15 milioni di euro.
Quest’ultimo finanzia anche l’acquisizione di dieci treni bimodali (elettrico-diesel) "Régiolis", destinati a garantire i servizi tra Parigi – Amiens – Boulogne-sur-Mer, e invece, per un costo di 250 milioni di euro, 19 Regio 2N per garantire i servizi tra Amiens – Parigi e Saint-Quentin – Parigi. Inoltre, dal 9 settembre 2019, sulla tratta Parigi – Amiens – Boulogne-sur-Mer, i treni raggiungono nuovamente Calais.
Nell'ottobre 2019 è stata firmata la nuova convenzione fra la giunta regionale e SNCF Mobilités, dopo due anni di trattative. Il presente accordo, valido per il periodo 2019 – 2024, prevede l'aumento del 4% del numero di treni-km, nessuna chiusura di linee o stazioni, la manutenzione delle biglietterie (ma non il loro numero nelle stazioni che ne hanno più di una) e la non scomparsa dei controllori (tranne sulla tratta Parigi – Beauvais), il tutto per un budget annuale di circa 500 milioni di euro. L'obiettivo è aumentare del 10% il numero di viaggiatori durante questo periodo.
Dal 16 gennaio 2021, si apre un nuovo collegamento con Parigi – Credi – Longueau – Arras – Douai – Lille-Flandres, con due viaggi di andata e ritorno giornalieri solo nei fine settimana e nei giorni festivi, che rappresenta un'alternativa al TGV che circola sulla LGV Nord; In particolare, permette di collegare Creil e Longueau a Lille senza cambi, possibilità che era scomparsa con l'avvento del suddetto TGV.
Nei primi dieci mesi del 2021, la rete TER Hauts-de-France  presenta le peggiori statistiche in Francia per una rete TER; Secondo i dati SNCF: il tasso medio più elevato di cancellazioni di treni (3,8%, cifra notevolmente superiore rispetto al 2019 e al 2020). 
Di conseguenza, la giunta regionale ha sospeso i suoi supporti finanziari all’inizio di dicembre 2021, mentre la compagnia ferroviaria ha riconosciuto problemi organizzativi (in parte legati alla crisi sanitaria e alle sue conseguenze sulla manutenzione, rendendo i treni non disponibili, così come la formazione del nuovo personale, in particolare quella dei macchinisti ). I sostegni finanziari sopra menzionati riprenderanno a marzo 2022, a seguito di un miglioramento ritenuto parziale dalla Regione.
Nel 2023, l'Hauts-de-France ospiterà la terza Rete TER dove la puntualità è la più bassa (con un tasso dell'86,7%), con le cancellazioni dei treni che restano numerose (rappresentano l'8,5%% delle circolazioni pianificate). Tuttavia, il tasso di puntualità sale al 90% nel periodo compreso tra gennaio e agosto 2024 (mentre il traffico è aumentato del 10% rispetto all'anno precedente), in particolare grazie all'assunzione di 3500 dipendenti di cui 500 macchinisti dal 2022;

### Apertura alla concorrenza
La regione Hauts-de-France ha voluto mettere in concorrenza le compagnie ferroviarie che desiderano gestire la rete regionale a partire dal 2025. La regione ha ripetutamente espresso la sua insoddisfazione per la qualità del servizio fornito da SNCF.
Ha quindi diviso la sua rete in tre lotti: "la stella di Amiens" (collegamenti da e per Abbeville, Albert, Arras, Laon, Saint-Quentin, Compiègne, Creil, Abancourt, ai quali si aggiungono gli assi di Beauvais – Abancourt – Le Tréport - Mers, Creil – Beauvais e Laon – Hirson – Aulnoye-Aymeries), quello di Saint-Pol-sur-Ternoise (collegamenti con Étaples, Béthune e Arras) e moltissimi “ Servizi parigini " (raggruppando i collegamenti di Calais – Amiens – Parigi, Beauvais – Parigi e Saint-Quentin – Compiègne – Parigi).
Nel gennaio 2023, l'ufficio del presidente della regione, Xavier Bertrand, ha annunciato che avrebbe proposto al consiglio regionale di attribuire la stella di Amiens alla SNCF Voyageurs, preferita a Transdev, per nove anni a partire dal 15 dicembre 2024.
I servizi parigini saranno aperti alla concorrenza nel 2027, seguiti dai collegamenti con Lille-Fiandre e la costa nel 2028. Questi ultimi, però, utilizzano 40 treni che prima di questa scadenza dovrebbero subire un "revamp" (anche se già ristrutturati) o sostituiti con nuovi macchinari (il che costerebbe milioni di euro), perché altrimenti il regolamento europeo REACH impedirebbe il trasferimento di tali treni ad un nuovo gestore.

## Rete TER

### Rete attuale

#### In treno

Mappa dell'infrastruttura ferroviaria dell'Alta Francia (nel 2020), la maggior parte della quale è utilizzata dai collegamenti commerciali TER.

La rete è strutturata in cinque gruppi principali di linee,:
- " Krono+ GV : TERGV (treni diretti e ad alta velocità, tutti in servizio sulla tratta Lille-Europe ) ;
- " Corona : Treni TER diretti o semidiretti tra le principali città ;
- " Citi : TER frequenti (in funzione dalla mattina presto fino a tarda sera, spesso a intervalli ) e per lo più omnibus, nelle aree di interesse delle grandi città (in particolare Lille e Parigi ) ;
- " Proxi : TER generalmente omnibus, che serve principalmente le zone rurali situate tra due città ;
- linee stagionali: Treni TER diretti o semidiretti verso la costa, nell'ambito del servizio estivo “ eTER[13]".

Questa rete comprende 74 linee.
Il servizio ferroviario TER Hauts-de-France copre tutte le linee classiche gestite come servizi passeggeri all'interno della regione, ma anche sezioni della LGV Nord (per il servizio TERGV).

#### Autobus
Le linee autobus noleggiati dalla regione ma attualmente non più facenti parte della rete TER:
- 500: La Ferté-Milon ↔ Fismes;
- 501: Laon ↔ Montcornet ↔ Rozoy-sur-Serre;
- 601: Amiens ↔ Breteuil ↔ Aéroport de Tillé ↔ Beauvais;
- 609: Étrépagny ↔ Gisors ↔ Cergy-Pontoise;
- 630: Aéroport de Roissy-Charles-de-Gaulle ↔ Senlis ↔ Creil;
- 684: Montdidier ↔ Saint-Just-en-Chaussée;
- 691: Aéroport de Roissy-Charles-de-Gaulle ↔ Crépy-en-Valois;
- 732: Le Tréport - Mers ↔ Eu ↔ Abbeville;
- 742: Péronne ↔ Chaulnes;
- 744: Chaulnes ↔ Roye ↔ Montdidier;
- 749: Roisel ↔ Péronne.

La SNCF mette a disposizione delle navette su strada per servire la stazione TGV Haute-Picardie da Amiens e Saint-Quentin; Questi ultimi, tuttavia, non sono approvati dalla regione.

## Materiale rotabile
A maggio 2012, la flotta della regione è composta da 309 fra locomotori, carrozze e treni completi.
| Serie              | STF-SHF (ex- STF SNP ) | STF-SHF (ex- STF SPI ) | Totale |
| ------------------ | ---------------------- | ---------------------- | ------ |
| BB15000            | 0                      | 11                     | 11     |
| BB22200            | 21                     | 19                     | 40     |
| B82500             | 30                     | 16                     | 46     |
| B84500             | 0                      | 27                     | 27     |
| La X72500          | 0                      | 4 GBE                  | 4      |
| La X76500          | 0                      | 34                     | 34     |
| La Z 23500         | 33                     | 0                      | 33     |
| La Z 24500         | 47                     | 0                      | 47     |
| La Z 26500         | 0                      | 23                     | 23     |
| La Z 55500         | 18 (M)                 | 7 (XL)                 | 25     |
| Realtà virtuale 2N | 10                     | 0                      | 10     |
| V2N                | 0                      | 9                      | 9      |

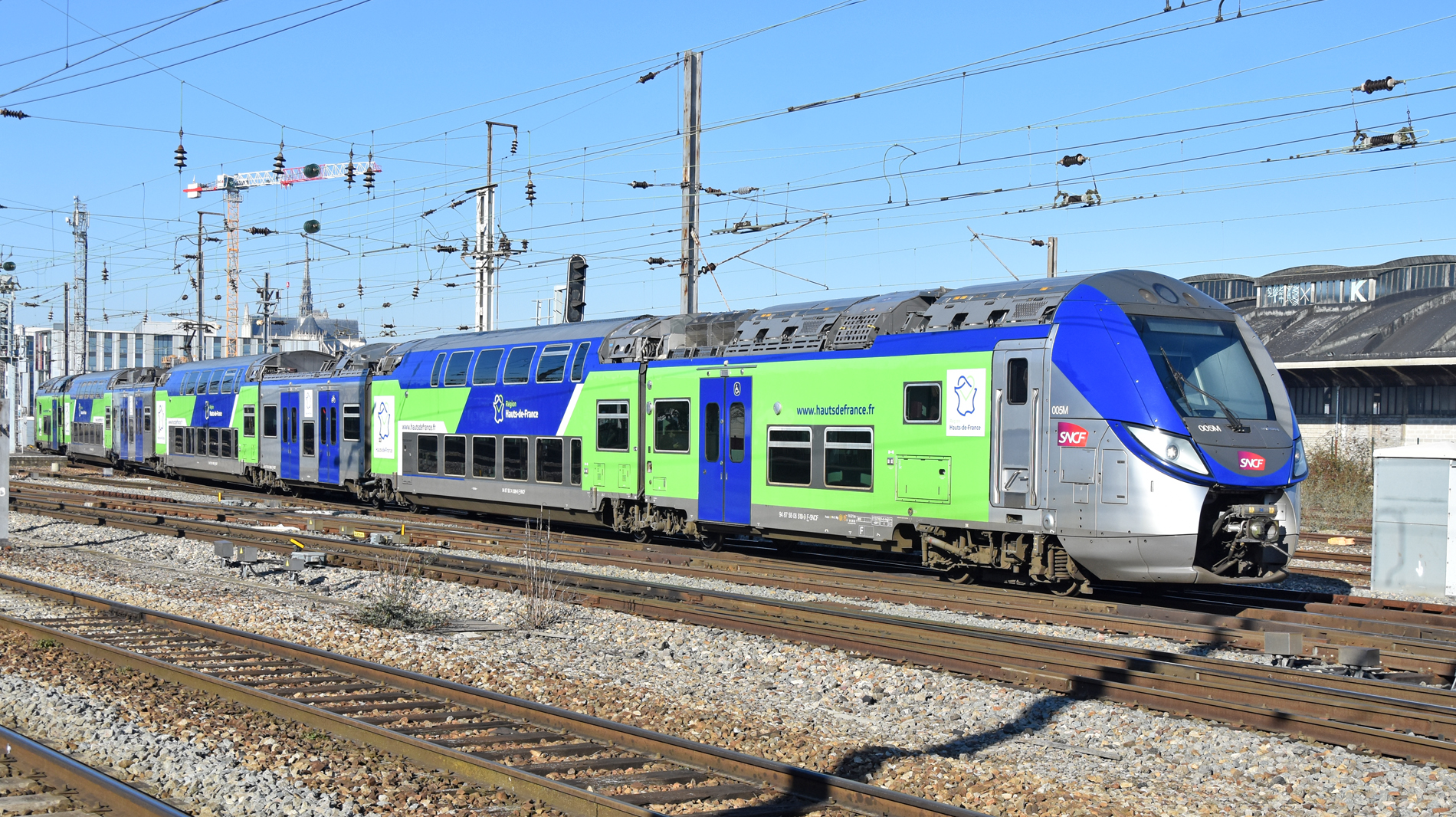
Regio 2N nella livrea Hauts-de-France.
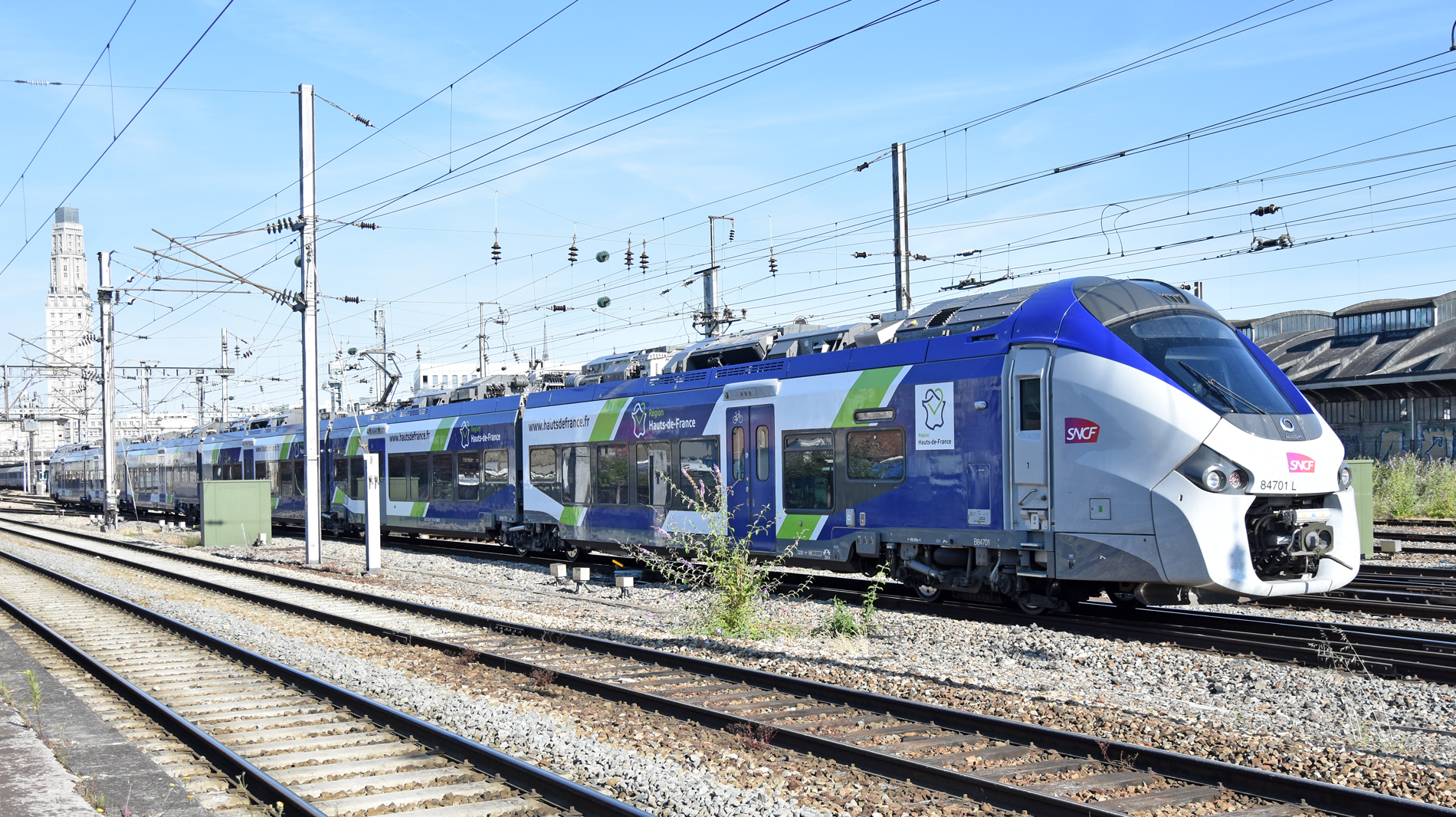
Regiolis con livrea Hauts-de-France.
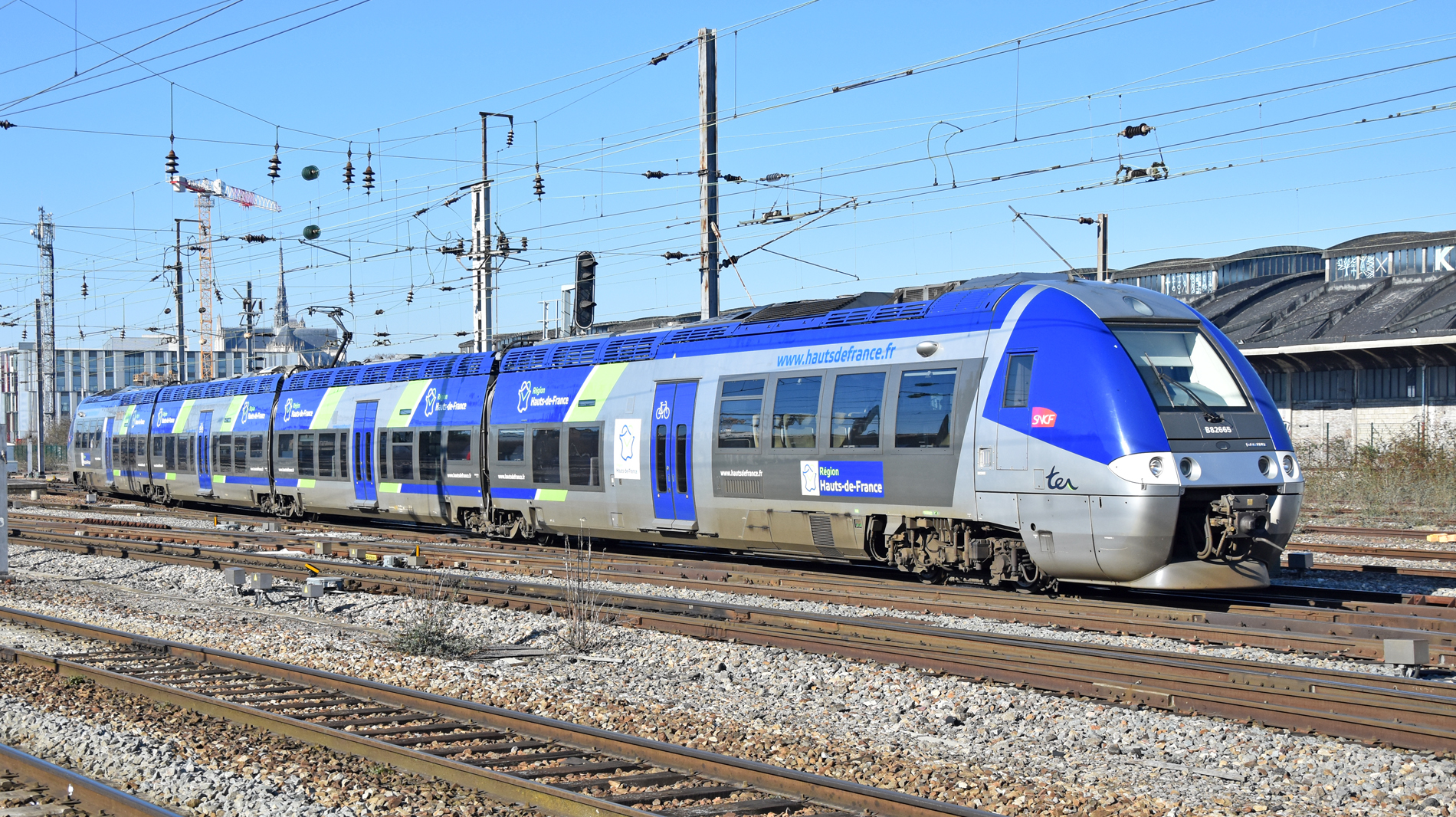
AGC con la livrea dell'Alta Francia.
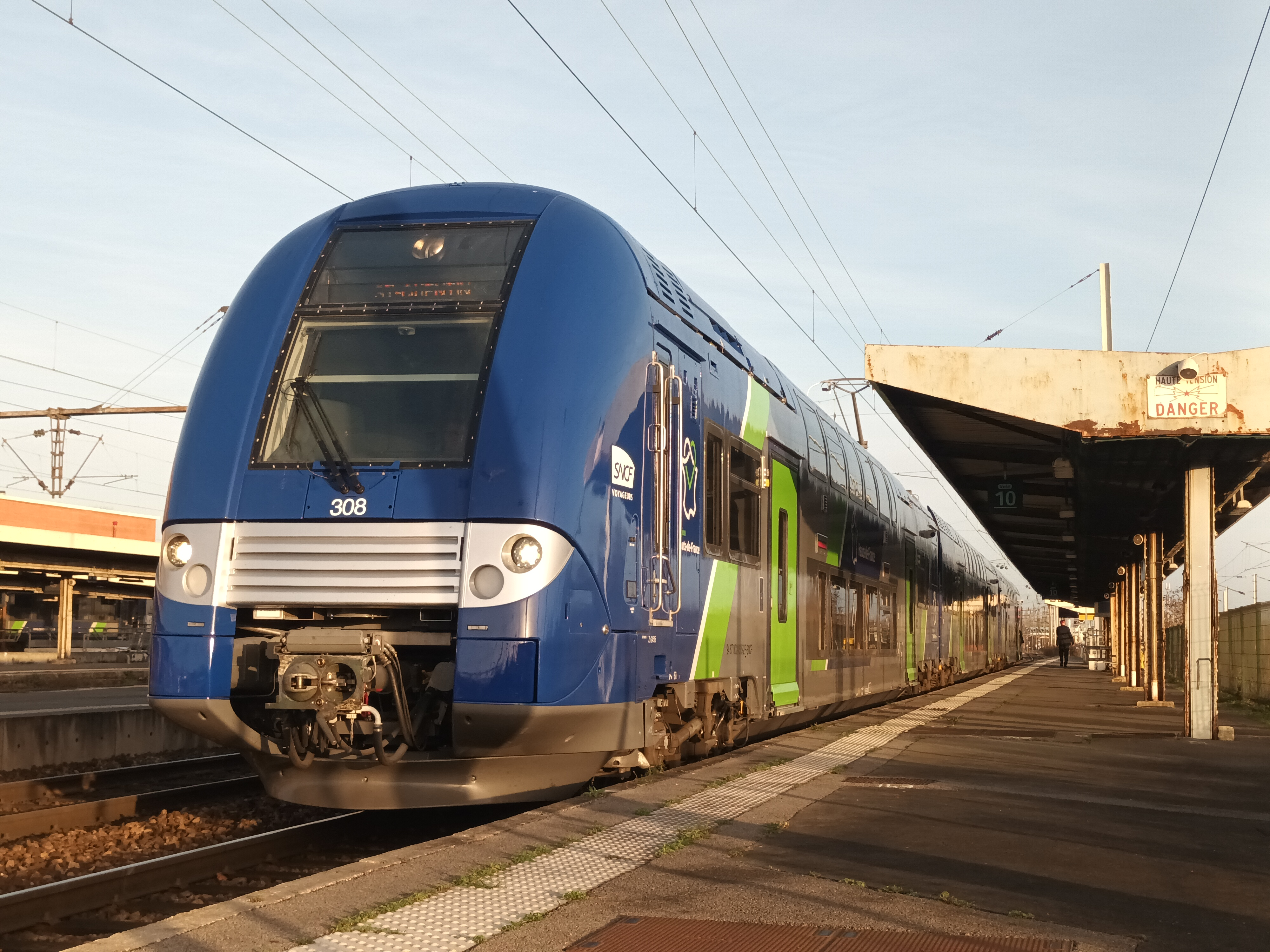
Z 24500 (rinnovata) con la nuova livrea Hauts-de-France (dominante il blu scuro).